# Nicolae Teclu (metropolitana di Bucarest)
Nicolae Teclu, conosciuta per un breve periodo come Policolor, è una stazione della linea M3 della metropolitana di Bucarest.

## Storia e descrizione
Situata nella zona sud est della città, è stata aperta il 20 novembre 2008 come parte del prolungamento della linea M3 da Nicolae Grigorescu ad Anghel Saligny. Nelle vicinanze si trova l'autostrada principale, l'A2 (autostrada del sole) e la fabbrica di vernici Policolor. È stata aperta col nome Policolor, ma nel giugno 2009, a seguito di pubblico dibattito, cui hanno partecipato gli abitanti della capitale e l'Agenzia per le strategie governative, la nuova stazione è stata dedicala al chimico rumeno Nicolae Teclu.
La stazione è conosciuta come la stazione della metropolitana più colorata della Romania, perché il pavimento è in marmo bianco che contrasta col marmo nero del soffitto, pareti e pilastri sono rivestiti con pannelli ignifughi dipinti in rosso, verde, bianco, giallo, blu, arancione.